# Restrepiella ophiocephala
Restrepiella ophiocephala là một loài thực vật có hoa trong họ Lan. Loài này được (Lindl.) Garay & Dunst. miêu tả khoa học đầu tiên năm 1966.